# Karl Heinz Lotz
Karl Heinz Lotz (* 27. November 1946 in Teicha) ist ein deutscher Filmregisseur, der auch als Drehbuchautor und Filmproduzent tätig ist.

## Leben und Werk
Karl Heinz Lotz wurde 1946 in Teicha, einer kleinen Ortschaft bei Halle als Sohn eines Schlossers und einer Hausfrau geboren. Nach bestandenem Abitur 1965 in Halle und einer Ausbildung zum Elektromonteur, nahm Lotz ein Studium der Physik und Mathematik an der Pädagogischen Hochschule „Karl Liebknecht“ in Potsdam auf, welches er bereits nach einem Semester abbrach. Über diverse Hilfsarbeitertätigkeiten gelangte er schließlich als Beleuchter ans Potsdamer Hans Otto Theater, wurde 1970 Aufnahmeleiter beim DEFA-Studio für Spielfilme und später Regie-Assistent beim Fernsehen der DDR. 1971 nahm er ein Regiestudium an der Hochschule für Film und Fernsehen Potsdam auf und wechselte nach Abschluss seines Studiums wieder ans DEFA-Studio für Spielfilme, wo er während einer fünfjährigen Regie-Assistenz Erfahrungen sammeln konnte. Er arbeitete in dieser Funktion mit namhaften DEFA-Regisseuren wie Roland Oehme, Egon Schlegel, Roland Gräf und Rainer Simon zusammen, ehe er Anfang der 1980er Jahre seinen ersten eigenen Spielfilm inszenieren durfte.
Mit der im Jahr 1981 realisierten Jens Bahre Verfilmung, dem Kinderfilm Der Dicke und ich, gelang Lotz ein vielbeachteter Einstand. Sein Erstlingswerk wurde von Filmkritikern als „sensibel verfilmt“ eingestuft. Mit seinem zweiten Film Junge Leute in der Stadt (1985) wurde er 1987 mit dem Max Ophüls Preis in Saarbrücken ausgezeichnet. Weitere Filme entstanden, oftmals für ein jüngeres Publikum, wie beispielsweise 1988 der DEFA-Märchenfilm Der Eisenhans (1988) nach einem Stoff der Brüder Grimm (Bearbeitung: Katrin Lange) oder 1990 Rückwärtslaufen kann ich auch, ein Film der sich mit der körperlichen Behinderung auseinandersetzte. 
Neben seiner Arbeit für Film- und Fernsehen arbeitete Lotz auch für den Rundfunk der DDR und produzierte unter anderem Mitte der 1980er Jahre Vielleicht gibt es einen Himmel mit Pferden, einen Beitrag über den 91-jährigen deutschen Kriegsveteranen Rudolph Meffner, der damals einer der letzten noch lebenden deutschen Kavalleristen des Russischen Bürgerkrieges war. 1986 entstand unter seiner Federführung daraus der Dokumentarfilm Jungs, wir leben noch, der auf dem Internationalen Filmfestival in Oberhausen als Beste Dokumentation prämiert wurde.
Zum 200. Todestag von Wolfgang Amadeus Mozart verfilmte Lotz 1991 mit Die Trillertrine einen der letzten DEFA-Produktionen und wurde mit der Auflösung der ostdeutschen Filmproduktionsstätte arbeitslos. Daraufhin gründete er mit dem Dokumentarfilmer Rainer Ackermann eine eigene Produktionsfirma die seither vorwiegend Fernsehdokus realisiert.
Karl Heinz Lotz war jahrelang Dozent an der Hochschule für Film und Fernsehen Potsdam Babelsberg, der Hochschule für Musik und Theater Rostock und der Hochschule für Schauspielkunst „Ernst Busch“ Berlin. Von 1995 bis 1997 war er außerdem Festivaldirektor des Schweriner Filmkunstfestes. Zurzeit unterrichtet er an der Designschule Schwerin Dramaturgie.

## Filmografie (Auswahl)

### Studienzeit
- 1972: Moment Musicale (Regie)
- 1974: Zweimal um die Erde und das erste Gleis (Regie)
- 1974: Licht kann ich nicht schnitzen (Drehbuch)
- 1974: Blätter Fantasie in einer Jahreszeit (Regie, Drehbuch)
- 1975: Ein Anfang (Regie)
- 1975: Einsamkeit (Regie)
- 1975: Else, Ella und Emma (Diplomfilm: Regie)

### Regie-Assistenz
- 1977: Ein irrer Duft von frischem Heu
- 1978: P.S.
- 1978: Amor holt sich nasse Füße
- 1979: Karlchen, durchhalten  (Fernsehfilm)
- 1982: Das Luftschiff

### Regie
- 1981: Der Dicke und ich
- 1985: Junge Leute in der Stadt
- 1986: Jungs wir leben noch
- 1988: Der Eisenhans
- 1990: Rückwärtslaufen kann ich auch
- 1990: Die Mauerbrockenbande
- 1991: Trillertrine
- 1993: Unsere bösen Kinder

### Darsteller
- 1977: Der Hasenhüter
- 1979: Das Pferdemädchen
- 1978: Amor holt sich nasse Füße (Fernsehfilm)
- 1980: Der Baulöwe
- 1981: Darf ich Petruschka zu dir sagen?

### Produktion
- 1993: Unsere bösen Kinder
- 1995: Segeln nach Uist